# Ogisten Žan Frenel
Ogisten Žan Frenel (Brolji, 10. maj 1788 – Vil d Avr , 14. juna 1827) je bio francuski fizičar i inženjer. Poznat je po svojim teoretskim i eksperimentalnim istraživanjima o prirodi svetlosti, na temelju kojih je prvi prikazao u matematičkom obliku talasnu teoriju svetlosti. Konstruisao je uređaje za eksperimentisanje koji ukazuju na talasni karakter svetlosti. Njegovi radovi iz područja optike proučavaju difrakciju, interferenciju, polarizaciju i aberaciju svetlosti. Proučavao je svetlost kako teoretski tako i eksperimentalno.
Frenel je najpoznatiji po Frenelovim sočivima koja su primenjena prvo na svetionicima u doba kada je on bio poverenik za francuske svetionike. Frenelova sočiva i danas imaju široku primenu. Poznat je i po Frenelovim integralima.

## Biografija
Bio je sin arhitekte, rođen u Broljiu. U početku je sporo napredovao u školi i sa osam godina još uvek nije znao da čita. Sa trinaest je upisao Ekol Sentral u Kanu, a sa šesnaest i po u Ekol Politehnik gde je primljen sa najvišim ocenama. Odatle je otišao u Ekol Nasional d Pon e Šozes. Radio je kao inženjer u departmanima Vandeja, Drom i Il i Vilen. Podržavao je Burbone i zbog toga je 1814. izgubio posao kada se Napoleon vratio na vlast.
Kada je 1815. ponovo restaurirana monarhija, dobio je poziciju inženjera u Parizu, gde je proveo većinu svoga daljeg života. Svetlošću je počeo da se intenzivnije bavi 1814. kada je pripremio dokument o aberaciji svetlosti iako taj dokument nikad nije štampan. 1818. je napisao rad o difrakciji svetlosti za koji je dobio nagradu Francuske akademije nauka. Prvi je konstruisao posebnu vrstu sočiva koja se danas zovu Frenelova sočiva kao zamena za ogledala u svetionicima. 1819. je postavljen za poverenika za svetionike. Tajnim glasanjem je izabran za akademika, a 1825. je postao član i Kaljevskog društva u Londonu. 1827. ovo društvo ga je odlikovalo Rumforovom medaljom.
Umro je od tuberkuloze, 1827, u Vil d’Oriju pored Pariza.
Za života je dobio skromno priznanje za svoje radove u Optici. Godine su prošle pre nego što su mu neki radovi bili štampani od strane Francuske akademije nauka.
Delimično za života nepriznat, rekao je „Sve pohvale koje sam dobijao od uglednih naučnika kao što su Fransoa Arago, Pier Simon, markiz d Laplas i Žan Batist Bio, nikada mi nisu donele toliko zadovoljstva kao što je otktivanje teoretskih istina ili teorija koje sam potom potvrdio i eksperimentalno.“
Njegovo ime se nalazi, na Ajfelovom tornju, među 72 imena, najuglednijih Francuza.

## Literatura
- D.F.J. Arago (tr.  B. Powell), 1857, "Fresnel" (elegy read at the Public Meeting of the Academy of Sciences, 26 July 1830), in D.F.J. Arago (tr. W.H. Smyth, B. Powell, and R. Grant), Biographies of Distinguished Scientific Men (single-volume edition), London: Longman, Brown, Green, Longmans, & Roberts, 1857, pp. 399–471. (On the translator's identity, see pp. 425n,‍452n.)  Erratum: In the translator's note on p. 413, a plane tangent to the outer sphere at point t should intersect the refractive surface (assumed flat); then, through that intersection, tangent planes should be drawn to the inner sphere and spheroid (cf. Mach, 1926, p. 263).
- D.F.J. Arago and A. Fresnel, 1819, "Mémoire sur l'action que les rayons de lumière polarisée exercent les uns sur les autres", Annales de Chimie et de Physique, Ser. 2, vol. 10, pp. 288–305, March 1819; reprinted in Fresnel, 1866–70, vol. 1, pp. 509–22; translated as "On the action of rays of polarized light upon each other", in Crew, 1900, pp. 145–55.
- G.-A. Boutry, 1948, "Augustin Fresnel: His time, life and work, 1788–1827", Science Progress, vol. 36, no. 144 (October 1948), pp. 587–604; Boutry, G. -A (1948). „Augustin Fresnel: His Time, Life and Work, 1788-1827”. Science Progress (1933- ). 36 (144): 587—604. JSTOR 43413515..
- J.Z. Buchwald (1989). The Rise of the Wave Theory of Light: Optical Theory and Experiment in the Early Nineteenth Century. University of Chicago Press. ISBN 0-226-07886-8.
- J.Z. Buchwald, "Optics in the Nineteenth Century", in J.Z. Buchwald and R. Fox (eds.), Buchwald, Jed Z.; Fox, Robert (2013). The Oxford Handbook of the History of Physics. OUP Oxford. стр. 445–72. ISBN 978-0-19-969625-3.. Oxford. .
- H. Crew (ed.), 1900, The Wave Theory of Light: Memoirs by Huygens, Young and Fresnel, American Book Company.
- O. Darrigol, Darrigol, Olivier (2012). A History of Optics: From Greek Antiquity to the Nineteenth Century. OUP Oxford. ISBN 978-0-19-964437-7.. Oxford.
- J. Elton, 2009, "A Light to Lighten our Darkness: Lighthouse Optics and the Later Development of Fresnel's Revolutionary Refracting Lens 1780–1900", International Journal for the History of Engineering & Technology, vol. 79, no. 2 (July 2009), pp. 183–244; Elton, Julia (2009). „A Light to Lighten our Darkness: Lighthouse Optics and the Later Development of Fresnel's Revolutionary Refracting Lens 1780–1900”. The International Journal for the History of Engineering & Technology. 79 (2): 183—244. S2CID 108772311. doi:10.1179/175812109X449612..
- E. Frankel, 1974, "The search for a corpuscular theory of double refraction: Malus, Laplace and the price [sic] competition of 1808", Centaurus, vol. 18, no. 3 (September 1974), pp. 223–245.
- E. Frankel, 1976, "Corpuscular optics and the wave theory of light: The science and politics of a revolution in physics", Social Studies of Science, vol. 6, no. 2 (May 1976), pp. 141–84; Frankel, Eugene (1976). „Corpuscular Optics and the Wave Theory of Light: The Science and Politics of a Revolution in Physics”. Social Studies of Science. 6 (2): 141—184. JSTOR 284930. doi:10.1177/030631277600600201..
- A. Fresnel, 1815a, Letter to Jean François "Léonor" Mérimée, 10 February 1815 (Smithsonian Dibner Library, MSS 546A), printed in G. Magalhães, "Remarks on a new autograph letter from Augustin Fresnel: Light aberration and wave theory", Science in Context, vol. 19, no. 2 (June 2006), pp. 295–307. Magalhães, Gildo (2006). „Remarks on a New Autograph Letter from Augustin Fresnel: Light Aberration and Wave Theory”. Science in Context. 19 (2): 295. S2CID 121243044. doi:10.1017/S0269889706000895 (неактивно 21. 12. 2024)., at p. 306 (original French) and p. 307 (English translation).
- A. Fresnel, 1816, "Mémoire sur la diffraction de la lumière" ("Memoir on the diffraction of light"), Annales de Chimie et de Physique, Ser. 2, vol. 1, pp. 239–81 (March 1816); reprinted as "Deuxième Mémoire…" ("Second Memoir…") in Fresnel, 1866–70, vol. 1, pp. 89–122.  Not  to be confused with the later "prize memoir" (Fresnel, 1818b).
- A. Fresnel, 1818a, "Mémoire sur les couleurs développées dans les fluides homogènes par la lumière polarisée", read 30 March 1818 (according to Kipnis, 1991, p. 217), published 1846; reprinted in Fresnel, 1866–70, vol. 1, pp. 655–83; translated by E. Ronalds & H. Lloyd as "Memoir upon the colours produced in homogeneous fluids by polarized light", in Taylor, 1852, pp. 44–65. (Cited page numbers refer to the translation.)
- A. Fresnel, 1818b, "Mémoire sur la diffraction de la lumière" ("Memoir on the diffraction of light"), deposited 29 July 1818, "crowned" 15 March 1819, published (with appended notes) in Mémoires de l'Académie Royale des Sciences de l'Institut de France, vol. V (for 1821 & 1822, printed 1826), pp. 339–475; reprinted (with notes) in Fresnel, 1866–70, vol. 1, pp. 247–383; partly translated as "Fresnel's prize memoir on the diffraction of light", in Crew, 1900, pp. 81–144.  Not  to be confused with the earlier memoir with the same French title (Fresnel, 1816).
- A. Fresnel, 1818c, "Lettre de M. Fresnel à M. Arago sur l'influence du mouvement terrestre dans quelques phénomènes d'optique", Annales de Chimie et de Physique, Ser. 2, vol. 9, pp. 57–66 & plate after p. 111 (Sep. 1818), & p. 286–7 (Nov. 1818); reprinted in Fresnel, 1866–70, vol. 2, pp. 627–36]; translated as  Schaffner, Kenneth F. (22. 1. 2016). „Nineteenth-Century Aether Theories: The Commonwealth and International Library: Selected Readings in Physics”. Elsevier. ISBN 978-1-4831-5828-0. Непознати параметар |DUPLICATE_url= игнорисан (помоћ); Непознати параметар |DUPLICATE_chapter= игнорисан (помоћ); Недостаје или је празан параметар |title= (помоћ). In K.F. Schaffner, Nineteenth-Century Aether Theories, Pergamon, 1972 ( Nineteenth-Century Aether Theories. 1972. стр. 125—35. ISBN 9780080156743. doi:10.1016/C2013-0-02335-3.),; also translated (with several errors) by R.R. Traill as "Letter from Augustin Fresnel to François Arago concerning the influence of terrestrial movement on several optical phenomena", General Science Journal, 23 January 2006 ([https://www.gsjournal.net/Science-Journals/Historical%20Papers-Mechanics%20/%20Electrodynamics/Download/2496 PDF, 8 pp.).
- A. Fresnel, 1821a, "Note sur le calcul des teintes que la polarisation développe dans les lames cristallisées" et seq., Annales de Chimie et de Physique, Ser. 2, vol. 17, pp. 102–11 (May 1821), 167–96 (June 1821), 312–15 ("Postscript", July 1821); reprinted (with added section nos.) in Fresnel, 1866–70, vol. 1, pp. 609–48; translated as "On the calculation of the tints that polarization develops in crystalline plates, & postscript", Шаблон:Zenodo / Fresnel, Augustin-Jean; Putland, Gavin Richard (tr./ed.) (2021). „On the calculation of the tints that polarization develops in crystalline plates, & postscript”. doi:10.5281/zenodo.4058004., 2021.
- A. Fresnel, 1821b, "Note sur les remarques de M. Biot...", Annales de Chimie et de Physique, Ser. 2, vol. 17, pp. 393–403 (August 1821); reprinted (with added section nos.) in Fresnel, 1866–70, vol. 1, pp. 601–608; translated as "Note on the remarks of Mr. Biot relating to colors of thin plates", Шаблон:Zenodo / Fresnel, Augustin-Jean; Putland, Gavin Richard (tr./ed.) (2021). „Note on the remarks of Mr. Biot relating to colors of thin plates”. doi:10.5281/zenodo.4541332., 2021.
- A. Fresnel, 1822a, De la Lumière (On Light), in J. Riffault (ed.), Supplément à la traduction française de la cinquième édition du "Système de Chimie" par Th. Thomson, Paris: Chez Méquignon-Marvis, 1822, pp. 1–137, 535–9; reprinted in Fresnel, 1866–70, vol. 2, pp. 3–146; translated by T. Young as "Elementary view of the undulatory theory of light", Quarterly Journal of Science, Literature, and Art, vol. 22 (Jan.– Jun. 1827), pp. 127–41, 441–54; vol. 23 (Jul.– Dec. 1827), pp. 113–35, 431–48; vol. 24 (Jan.– Jun. 1828), pp. 198–215; vol. 25 (Jul.– Dec. 1828), pp. 168–91, 389–407; vol. 26 (Jan.– Jun. 1829), pp. 159–65.
- A. Fresnel, 1822b, "Mémoire sur un nouveau système d'éclairage des phares", read 29 July 1822; reprinted in Fresnel, 1866–70, vol. 3, pp. 97–126; translated by T. Tag as "Memoir upon a new system of lighthouse illumination", U.S. Lighthouse Society, accessed 26 August 2017; archived 19 August 2016. (Cited page numbers refer to the translation.)
- A. Fresnel, 1827, "Mémoire sur la double réfraction", Mémoires de l'Académie Royale des Sciences de l'Institut de France, vol. VII (for 1824, printed 1827), pp. 45–176; reprinted as "Second mémoire…" in Fresnel, 1866–70, vol. 2, pp. 479–596; translated by A.W. Hobson as "Memoir on double refraction", in R. Taylor (ed.), Scientific Memoirs, vol. V (London: Taylor & Francis, 1852), pp. 238–333. (Cited page numbers refer to the translation. For notable errata in the original edition, and consequently in the translation, see Fresnel, 1866–70, vol. 2, p. 596n.)
- A. Fresnel (ed.  H. de Sénarmont, E. Verdet, and L. Fresnel), 1866–70, Oeuvres complètes d'Augustin Fresnel (3 volumes), Paris: Imprimerie Impériale; vol. 1 (1866), vol. 2 (1868), vol. 3 (1870).
- I. Grattan-Guinness, 1990, Convolutions in French Mathematics, 1800–1840, Basel: Birkhäuser, vol. 2.  3-7643-2238-1, chapter 13 (pp. 852–915, "The entry of Fresnel: Physical optics, 1815–1824") and chapter 15 (pp. 968–1045, "The entry of Navier and the triumph of Cauchy: Elasticity theory, 1819–1830").
- C. Huygens, 1690, Traité de la Lumière (Leiden: Van der Aa), translated by S.P. Thompson as Treatise on Light, University of Chicago Press, 1912; Project Gutenberg, 2005. (Cited page numbers match the 1912 edition and the Gutenberg HTML edition.)
- F.A. Jenkins and H.E. White, Jenkins, Francis Arthur; White, Harvey Elliott (1976). Fundamentals of Optics (4th изд.). McGraw-Hill. ISBN 0-07-032330-5.. New York: McGraw-Hill.
- N. Kipnis, 1991, History of the Principle of Interference of Light, Basel: Birkhäuser.  978-3-0348-9717-4, chapters VII, VIII.
- K.A. Kneller (tr.  T.M. Kettle), 1911, Christianity and the Leaders of Modern Science: A contribution to the history of culture in the nineteenth century, Freiburg im Breisgau: B. Herder, pp. 146–9.
- T.H. Levitt, Levitt, Theresa (2009). The Shadow of Enlightenment: Optical and Political Transparency in France, 1789–1848. OUP Oxford. ISBN 978-0-19-954470-7.. Oxford.
- T.H. Levitt, Levitt, Theresa (2013). A Short Bright Flash: Augustin Fresnel and the Birth of the Modern Lighthouse. National Geographic Books. ISBN 978-0-393-35089-0.. New York: W.W. Norton.
- H. Lloyd (1834). „Report on the progress and present state of physical optics”. Report of the Annual Meeting.. Report of the Fourth Meeting of the British Association for the Advancement of Science (held at Edinburgh in 1834), London: J. Murray, 1835, pp. 295–413.
- E. Mach (tr.  J.S. Anderson & A.F.A. Young), The Principles of Physical Optics: An Historical and Philosophical Treatment, London: Methuen & Co., 1926.
- I. Newton, 1730, Opticks: or, a Treatise of the Reflections, Refractions, Inflections, and Colours of Light, 4th Ed. (London: William Innys, 1730; Project Gutenberg, 2010); republished with Foreword by A. Einstein and Introduction by E.T. Whittaker (London: George Bell & Sons, 1931); reprinted with additional Preface by I.B. Cohen and Analytical Table of Contents by D.H.D. Roller,  Mineola, NY: Dover, 1952, 1979 (with revised preface), 2012. (Cited page numbers match the Gutenberg HTML edition and the Dover editions.)
- R.H. Silliman, 1967, Augustin Fresnel (1788–1827) and the Establishment of the Wave Theory of Light (PhD dissertation, 6 + 352 pp.), Princeton University, submitted 1967, accepted 1968; available from ProQuest  (missing the first page of the preface).
- R.H. Silliman, 2008, "Fresnel, Augustin Jean", Complete Dictionary of Scientific Biography, Detroit: Charles Scribner's Sons, vol. 5, pp. 165–71. (The version at encyclopedia.com lacks the diagram and equations.)
- R. Taylor (ed.), 1852, Scientific Memoirs, selected from the Transactions of Foreign Academies of Science and Learned Societies, and from Foreign Journals (in English), vol. V, London: Taylor & Francis.
- W. Whewell, 1857, History of the Inductive Sciences: From the Earliest to the Present Time, 3rd Ed., London: J.W. Parker & Son, vol. 2, book IX, chapters V–XIII.
- E. T. Whittaker, 1910, A History of the Theories of Aether and Electricity: From the age of Descartes to the close of the nineteenth century, London: Longmans, Green, & Co., chapters IV, V.
- J. Worrall, "Fresnel, Poisson and the white spot: The role of successful predictions in the acceptance of scientific theories" Архивирано на веб-сајту  (2. јун 2023), in D. Gooding, T. Pinch, and S. Schaffer (eds.). The Uses of Experiment: Studies in the Natural Sciences. Cambridge University Press. 1989. стр. 135–57. ISBN 0-521-33185-4..
- T. Young, 1807, A Course of Lectures on Natural Philosophy and the Mechanical Arts (2 volumes), London: J. Johnson; vol. 1, vol. 2.
- T. Young (ed. G. Peacock), 1855, Miscellaneous Works of the late Thomas Young, London: J. Murray, vol. 1.